# Kris (roman)
Kris är en självbiografisk roman av Karin Boye, utgiven 1934. Boken handlar om tjugoåriga Malin Forst som studerar till lärare i 1920-talets Stockholm. Hon drabbas av en djup religiös kris samtidigt som hon får känslor för en kvinnlig studiekamrat, vilket väcker behovet av att finna sin egen sanning bortom alla fasta ideal.

## Bakgrund
Karin Boye studerade 1920–1921 vid folkskoleseminariet i Stockholm för att bli lärare. Våren 1921 genomgick Boye en existentiell kris där hon strängt prövade sin kristna tro, och till denna kris kopplades även en förälskelse i en kvinnlig studiekamrat. Kris skrevs 1934. Psykoanalys, Boyes bejakande av sin homosexualitet samt intryck från den litterära modernismen tros vara avgörande orsaker till romanens tillkomst.

## Mottagande
Kris är Karin Boyes formmässigt mest avancerade roman med inflätade dialoger och prosalyriska avsnitt. Romanen fick vid sin utgivning ett blandat mottagande. En del kritiker var frågande inför Boyes litterära metoder och övertygades inte av huvudpersonen. Några vände sig även emot att den skildrade kvinnlig homosexualitet.
Sven Stolpe i BLM ogillade starkt romanens livssyn och ansåg att den var ett angrepp på kristendomen, men avslutade sin recension med "att den stilistiskt står i rangklass". Bland de positiva fanns Ivar Harrie i Ord och Bild som kallade romanen för "väsentlig livstolkning och stor konst" och ansåg att den var "en av höstens märkligaste och allvarligaste böcker". 
Hagar Olsson ansåg att den var "det mest betydande" av Boyes prosaverk och att det litterära formspråket med vissa reservationer var djärvt och "en betydande seger". Erik Mesterton och Victor Svanberg beskrev båda romanen som ett mästerverk. Den senare skrev att "Ingen svensk diktare just nu kan i intellektuell lidelse och konstnärlig intensitet jämföras med Karin Boye".